# Бородинская площадь (Тирасполь)
Бороди́нская пло́щадь (укр. Бородинська площа, рум. Пьяца Бородино / Piața Borodino) — одна из главных площадей столицы Приднестровья, старейшая площадь города, являвшаяся на рубеже XVIII—XIX веков центром Тираспольской крепости. Расположена в западной части города. Пересекается с улицей Карла Либкнехта. К площади примыкают также улица Правды (с юго-восточной стороны), переулок Раевского (с юго-западной стороны) и улица Крупской (с северо-западной стороны). На Бородинской площади располагается Дом офицеров российской армии.

## История
На Бородинской площади находилось древнее погребение, которое было обнаружено в 1979 или 1980 году при закладке фундамента девятиэтажного дома. Из разрушенного захоронения сохранился небольшой одноручный круговой кувшинчик на кольцевом поддоне, материалом для которого послужила хорошо отмученная глина серого цвета. Ближайший аналог подобных сосудов, часто встречаемых в захоронениях сарматов, был в погребении 7 Боканского могильника. Датировали захоронение концом I—II веком
Бородинская площадь неразрывно связана с историей Тирасполя. Фактически с этого места начиналось развитие города: площадь расположена недалеко от крепости, заложенной под руководством А. В. Суворова в конце XVIII века для укрепления юго-западной границы Российской империи. Здесь располагались и располагаются по сей день части российской армии. В этом месте бывали М. И. Кутузов, памятник которому установлен на площади (скульптор Валентин Кузнецов), и А. С. Пушкин во время посещения города в 1822 году. Здесь, неподалёку от Бородинской площади, в крепости четыре года находился опальный декабрист и поэт В. Ф. Раевский.
Застройка микрорайона, расположенного на Бородинской площади, началась в 1959 году. В 1962 году велась реконструкция самой площади, в то время служившей въездом в город со стороны Кишинёва.
В 1997 году на площади был установлен памятник М. И. Кутузову.
В 2017 году возле здания Дом офицеров был установлен памятник «Воину-миротворцу» России.